# 京城府竹添町幼児生首事件
京城府竹添町幼児生首事件（けいじょうふたけぞえちょうようじなまくびじけん、朝鮮語：죽첨정 단두 유아 사건、竹添町斷頭乳兒事件）は、1933年（昭和8年）5月16日に、日本統治時代の朝鮮の京畿道京城府で発生した猟奇事件。

## 事件の概要
1933年5月16日、朝鮮京畿道京城府竹添町3丁目（現大韓民国ソウル特別市中区忠正路3街）で、乳幼児の生首が発見された。後頭部は割られ、脳髄を掻き出した痕跡があり、辺り一帯に脳髄が散乱していた。京城帝国大学医学部による検死の結果、1歳くらいの乳幼児で、性別は恐らく男だろう、と結論づけた。
朝鮮の民間療法によると、「人間の脳味噌を生で食う」というのがハンセン病や脳疾患などの特効薬として言い伝えられており、犯人はハンセン病や脳疾患の患者であろうと推測した。しかし、被害者の身元は依然不明であり、事件は長期化の様相を呈し始めた。
当初、警察は、生きている乳幼児を殺害して脳髄を得ようとしたものと推理していたが、既に死亡した乳幼児の遺体を盗んだのではないかという可能性が浮上し、死亡届が出ていた乳幼児を徹底的に調査した。
6月5日、遂に身元が判明した。被害者は、京畿道高陽郡龍孔面阿峴里（現・ソウル特別市西大門区阿峴洞）在住のH氏の次女で5月10日に脳膜炎で死亡した1歳の女児であった。女児を葬った墓を掘り返したところ、案の定、首無しの遺体が出てきた。先に見つかった首と照合したところ、同一人物であると結論付けられた。
6月7日、被害者H一家の隣人Pとその友人Y一家が容疑者として逮捕された。

## 犯行の動機
Yの長男はハンセン病の持病があり、漢方薬を服用していたが効果がなかった。そこで、Yはハンセン病の特効薬と言い伝えられている「人間の脳味噌」を入手できないかと、友人のPに打ち明けたところ、Pは隣人のH氏の次女（被害者）がこの前死亡したので、そこから手に入れようということになった。5月15日の夜、女児を埋葬した墓を暴き、その場で首を切断した。そして首をY宅に持参して、脳髄を掻き出して、Yの長男に食べさせたという。
しかし、脳疾患で死亡した女児の脳味噌だったからか、または死後5日が経過して腐敗していたからか、却って病状が悪化したという。